# Gran Premio Pascuas
Das Straßenradrennen Gran Premio Pascuas war ein spanischer Radsportwettbewerb, der als Eintagesrennen veranstaltet wurde.

## Geschichte
1924 wurde das Rennen als Wettbewerb für Berufsfahrer begründet und bis 1983 veranstaltet. Es wurde rund um die Stadt Pamplona in Navarra ausgefahren. 1966 war das Rennen eine Etappe des Gran Premio Eibar. Das Rennen hatte 52 Austragungen. Domingo Perurena war mit sechs Siegen der erfolgreichste Fahrer.

## Palmarès
- 1924  Remigio Loroño
- 1925  Domingo Gutiérrez
- 1926  Jesús García
- 1927  Ricardo Montero
- 1928  Ricardo Montero
- 1929  Francisco Cepeda
- 1930  Vicente Trueba
- 1931–1934 nicht ausgetragen
- 1935  Paul Larrouy
- 1936  Antonio Escuriet
- 1937–1939 nicht ausgetragen
- 1940  Federico Ezquerra
- 1941  José Lahoz
- 1942  Ignacio Orbaiceta
- 1943  José Lahoz
- 1944  Ignacio Orbaiceta
- 1945  Ignacio Orbaiceta
- 1946  Dalmacio Langarica
- 1947  Miguel Gual
- 1948  Miguel Poblet
- 1949  José Serra
- 1950  Jorge Vallmitjana
- 1951  Alberto Sant
- 1952  Antonio Gelabert
- 1953  Mariano Corrales
- 1954  Andrés Trobat
- 1955  Vicente Iturat
- 1956  Miguel Bover Salom
- 1957  René Marigil
- 1958  Bernardo Ruiz
- 1959  Antonio Bertrán
- 1960 nicht ausgetragen
- 1961  Vicente Iturat
- 1962  José Segú
- 1963  Juan José Sagarduy
- 1964  Luis Otaño
- 1965  Carlos Echevarría
- 1966  Juan José Sagarduy
- 1967  José Antonio Momeñe
- 1968  Domingo Perurena
- 1969  Domingo Perurena
- 1970  Luis Zubero
- 1971  Domingo Perurena
- 1972  Santiago Lazcano
- 1973  Jesús Esperanza
- 1974  Domingo Perurena
- 1975  Miguel María Lasa
- 1976  Domingo Perurena
- 1977  José Antonio González Linares
- 1978  Domingo Perurena
- 1979  Manuel Esparza
- 1980  Enrique Martínez Heredia
- 1981  Juan Fernández Martín
- 1982  Faustino Rupérez
- 1983  Alfonso Gutiérrez